# Alexandre Jacques Chantron

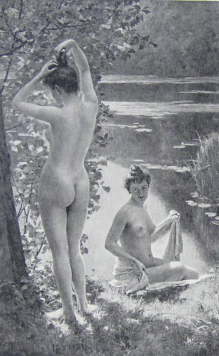
Plaisirs de l'été 1907

Alexandre Jacques Chantron (28 januari 1842 – 1918) was een Frans kunstschilder uit Nantes. Zijn vroege werk bestond voornamelijk uit portretten en stillevens. Later wijde hij zich aan naaktstudies op de wijze van William-Adolphe Bouguereau. Dit bleef hij ontwikkelen terwijl hij experimenteerde met fotografie, dat net in opkomst was.
Chantron was leerling van Bouguereau, François-Édouard Picot en Tony Robert-Fleury. Hij ging in 1877 naar de Parijse salon met een religieus onderwerp en kreeg daarvoor in 1893 een eervolle vermelding. Met “Fleurs de printemps”  in 1895 en “Feuilles Mortes” in 1902 won hij prijzen.

## Bronnen

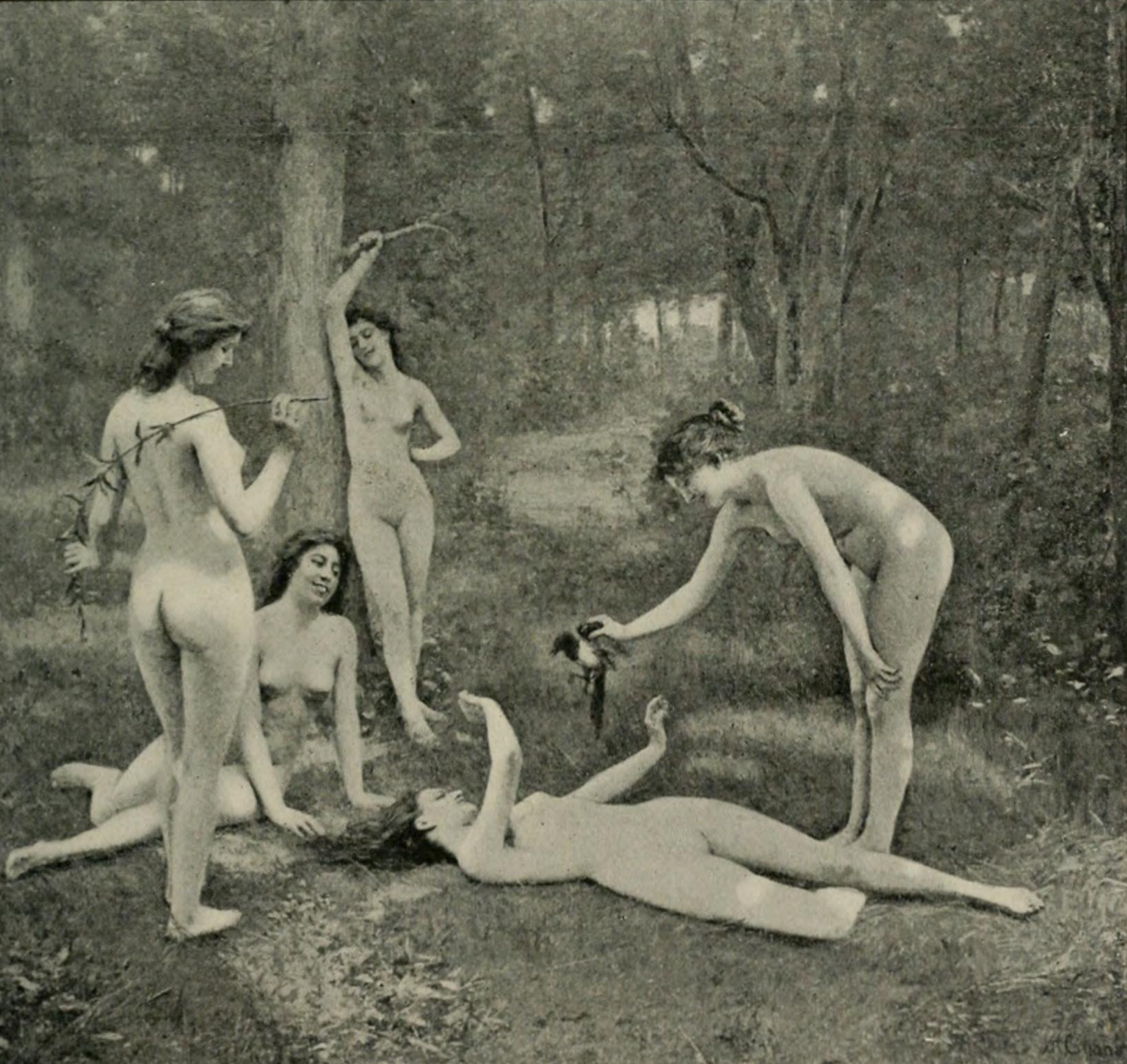
Les Nymphes s'amusent 1901
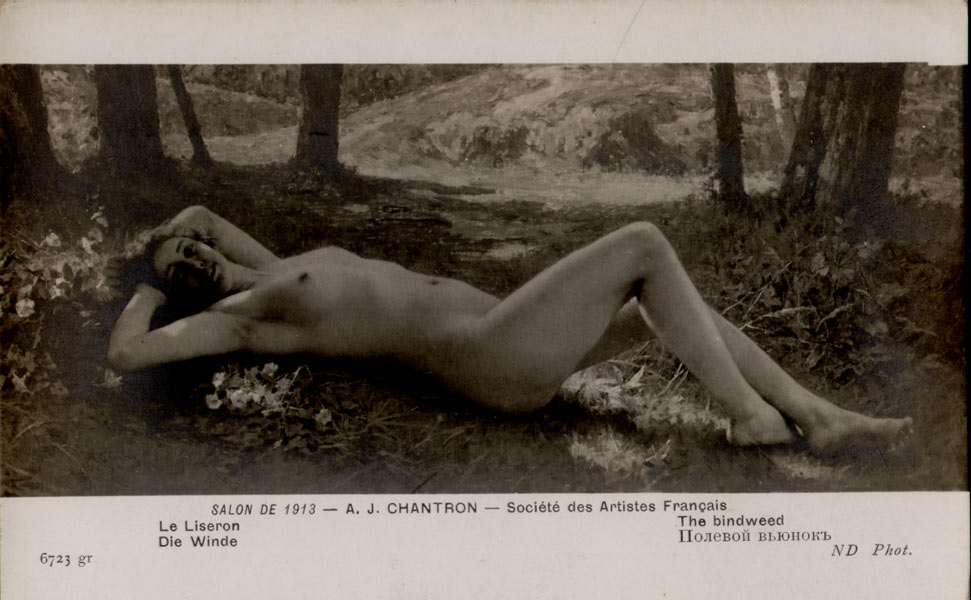
Le liseron 1913